# رأس الجالوت

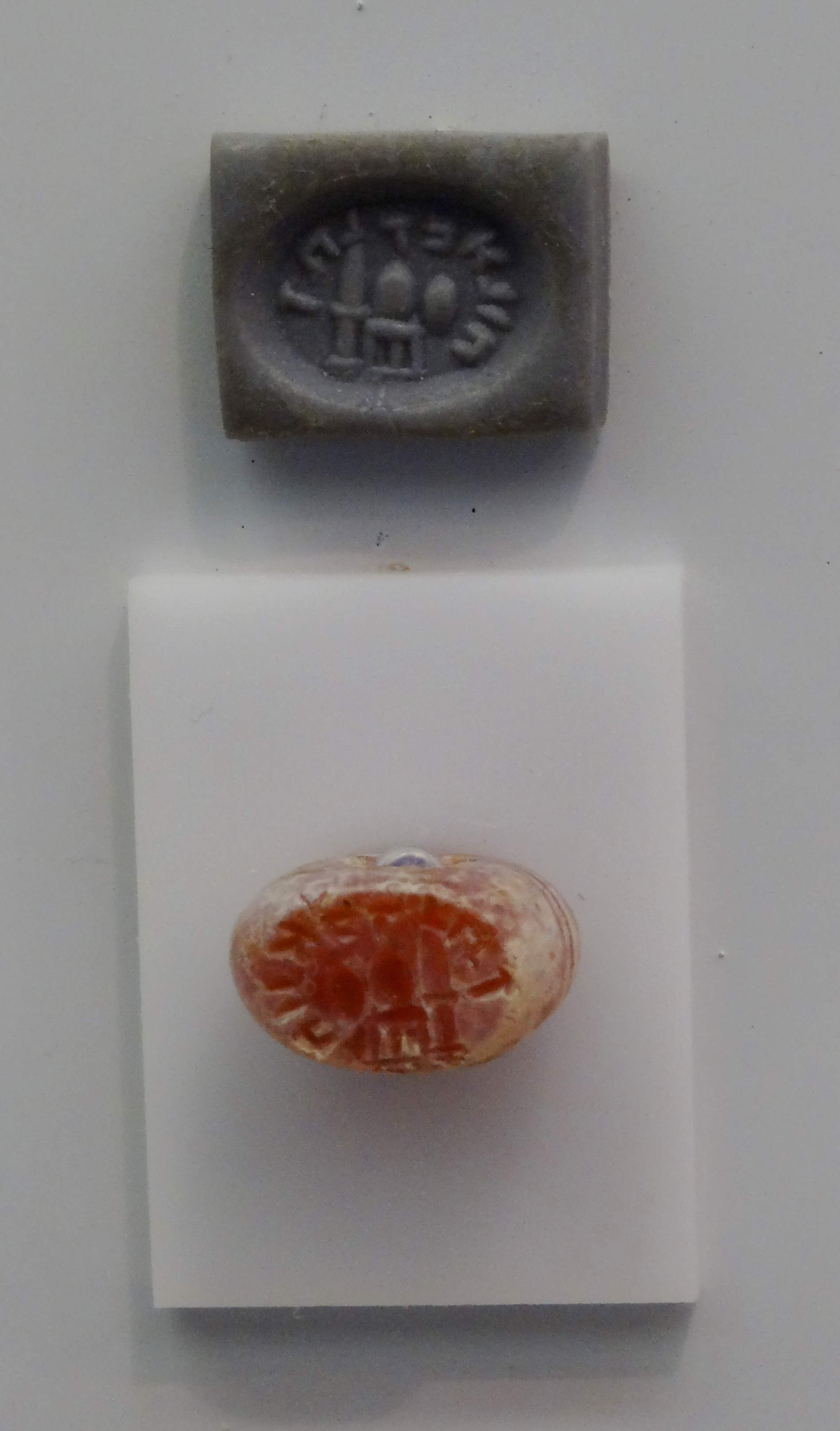

رأس الجالوت (عبري: אש גלות) و (آرامي:ריש גלותא) وتلفط بالآرامية <<ريش جالوتا>> وهي لفظة بالآرامية تعني رأس الجالية، وعنها أخذ العرب لفظة رأس الجالوت، هو اسم الحاكم على اليهود بعد خراب بيت المقدس.

## التاريخ
منذ أن استقر اليهود في بابل بعد سبي نبوخذنصر، كانوا يوكلون بأمرهم عميدا يرجعون إليه في أمورهم وينيطون به تنظيم شؤون جماعاتهم الغفيرة، وكان اليهود يطلقون على هذا العميد لقب رأس الجالوت، ومن مهامه الإشراف على أمور طائفته وسير إدارتها وتعيين قضاتها وتعيين مقدار الضرائب ورعاية الأيتام اليهود وتحرير من سبي أو استعبد من اليهود وتحسين العلاقات بين الجالية اليهودية والسلطة الحاكمة كما كانت من مهامه محاولة إرجاع النسل الملكي إلى العرش مرة أخرى.

## منصب رأس الجالوت
كانت التقاليد تقضي بأن يكون رأس الجالوت من آل الملك داود وأن ينتقل منصبه إلى الذكور من ذريته، وإذا مات بلا عقب انتقل منصبه إلى من فيه الكفاءة من أبناء أسرته، وكان يطلق عليه لقب أمير، ويمتاز بالصلاحيات الملكية على أبناء الجالية اليهودية، وله حظوة ومقام عند الملوك، وعلى جانب عظيم من الحكمة والفقه بأحكام التوراة، ويمتلك العقارات الواسعة والبساتين وأكثرها مما ورثه عن أجداده وله إيراد سنوي عظيم عدا الهدايا التي تتوارد عليه من البلدان القصية فهو على ذلك واسع الثروة.

## رأس الجالوت في ظل الخلافة الإسلامية
وكان يسميه المسلمون «سيدنا ابن داود» لأن بيده وثيقة تثبت انتهاء نسبه إلى الملك داود. وقد ضمن الخلفاء الراشدون لليهود، الأمان والحرية الدينية ولم يلزموهم بأكثر من جزية يدفعونها إلى بيت المال. وفي عهد الخليفة عمر بن الخطاب تولى رئاسة الجالوت بستناي بن حنيناي سليل رؤساء الجالوت الأقدمين من آل داود، فأقره الخليفة في منصبه بكتاب عهد وجه إليه، فعادت لليهود حريتهم الدينية وانتظمت إدارتهم الداخلية (640 م.) ويروي مؤرخو اليهود أنه عندما مر أمير المؤمنين الإمام علي بن أبي طالب بمدينة فيروز شابور خرج لاستقباله مار إسحاق رأس مثيبة فومبديثة بجمع غفير من اليهود يبلغ تسعين ألفا، فأكرم أمير المؤمنين وفادته وأقره في منصبه، واستمرت الحالة على هذا المنوال طوال أيام حكم الدولة الأموية ولما تأسست الدولة العباسية أدرك اليهود عزا وبسطة في العيش في صدر الدولة العباسية، غير أن حالتهم ساءت كثيرا في خلافة المتوكل، إذ إنه أغلظ معاملة أهل الذمة وبعد فترة دامت مائة سنة، آل عرش الخلافة العباسية إلى المقتفي لأمر الله محمد. (531- 555/556 هـ. و 1136- 1160 م.) فقرر هذا الخليفة إعادة رئاسة الجالوت إلى سابق ما كانت عليه من رفعة ومقام فتنعمت الجالية اليهودية بالرفاهة والعلم والثراء في ظل الخلافة الوارف.

وتقضي التقاليد المرعية بين اليهود والمسلمين وسائر أبناء الرعية بالنهوض أمام رأس الجالوت وتحيته عند مروره بهم وعندما يخرج رأس الجالوت لمقابلة الخليفة يسير معه الفرسان من اليهود والمسلمين ويتقدم الموكب مناد ينادي بالناس: «اعملوا الطريق لسيدنا ابن داود» ويكون الرئيس ممتطياً صهوة جواده وعليه حلة من حرير مقصب، وعلى رأسه عمامة كبيرة تتدلى منها قطعة قماش مربوطة بسلسلة منقوش عليها شعار الخليفة. .

## قائمة الأمراء
ويرى الباحثون بأن منصب رأس الجالوت ظل عاملاً حتى نهاية عام 1400م وقائمة الأمراء حتى عام 1040م هي كالتالي:
- شالتيئيل
- زربابل
- مشلام
- حننيا
- برخيا
- حسديا
- يشعيا
- عوبديا
- شمعيا
- شكنيا
- حزقيا
- عقوب
- ناحوم
- يوحانان
- شافاط
- عنان
- ناثان
- حنا الثاني
- ناثان الثاني
- نحميا
- مراكبان
- حنا الثالث
- أبا
- ناثان
- كاهانا
- حنا الرابع
- زترا
- كاهانا الثاني
- حنا الخامس
- حنا السادس
- زترا الثاني
- اهوناي
- كفناي
- حنيناي
- بوستناي
- حنينا
- حسداي الأول
- سليمان
- إسحاق الأول
- يهوذا
- موسى
- إسحاق الثاني
- داود
- نتروناي
- حسداي الثاني
- عقبا
- داود
- يهوذا
- حزقيا